# Park-Klinikum Leipzig
Das Helios Park-Klinikum Leipzig ist ein Akutkrankenhaus in privater Trägerschaft der Helios Kliniken in Leipzig. Es hat 724 Betten und ist akademisches Lehrkrankenhaus der Universität Leipzig.
Der Standort im Stadtteil Probstheida, unmittelbar neben dem Herzzentrum Leipzig, wurde 2002 von Rhön-Klinikum als Park-Krankenhaus Leipzig-Südost eingeweiht. Vorläufer waren das Park-Krankenhaus Leipzig-Dösen (ehemalige Heilanstalt Dösen) und die Städtische Klinik für Orthopädie und Rehabilitation Dr. Georg Sacke. 2014 wurde das Krankenhaus von den Helios-Kliniken übernommen.

## Geschichte
Vorläufer der psychiatrischen Kliniken war die 1901 eröffnete Heilanstalt Dösen, die sich ca. 2 Kilometer südwestlich des heutigen Standorts auf dem Gelände des Dorfes Dösen befand und im Pavillonstil errichtet wurde. Die Heilanstalt wurde im Lauf ihrer Geschichte mehrfach umbenannt: Von Landesheil- und Pflegeanstalt Leipzig-Dösen über Krankenanstalten Leipzig-Dösen und zuletzt 1958 in Bezirkskrankenhaus für Psychiatrie Leipzig-Dösen. Ab 1992 hieß sie Park-Krankenhaus Leipzig-Dösen, Städtisches Krankenhaus für Psychiatrie, Chirurgie und Innere Medizin. Die multimediale Dauerausstellung „Verwahren. Versorgen. Heilen.“ im Foyer der Klinik für Psychiatrie, Psychosomatik und Psychotherapie erinnert an die Geschichte dieser Vorgängereinrichtung bis 1990, insbesondere an die dort in der Zeit des Nationalsozialismus begangenen Morde an Patienten.
Das Orthopädisch-Traumatologische Zentrum steht in der Tradition der Städtischen Klinik für Orthopädie und Rehabilitation Dr. Georg Sacke in der Prager Straße, die wiederum aus dem 1909 gegründeten „Krüppelheim Humanitas“ und dem 1929 eingerichteten „Humanitas-Heim für gebrechliche Kinder“ hervorgegangen war.
1993 fusionierten die Georg-Sacke-Klinik und das Park-Krankenhaus Leipzig-Dösen zur Städtischen Klinik Leipzig-Südost.
Am 1. Januar 1999 wurde das Park-Krankenhaus Leipzig-Südost privatisiert und von der Rhön-Klinikum AG übernommen. Im Leipziger Stadtteil Probstheida wurde ein Neubau errichtet, 2002 wurden die verschiedenen Kliniken auf einem 104 Hektar großen Gelände an der Strümpell- und Morawitzstraße, in unmittelbarer Nachbarschaft zum Herzzentrum, zusammengeführt. Das Gelände in Dösen wurde an eine Immobilien AG aus Arnstadt verkauft. Ab Mitte 2009 trug die Einrichtung den Namen Park-Krankenhaus Leipzig.
2014 erhielten die Helios-Kliniken vom Bundeskartellamt die Zustimmung zum Erwerb des Park-Krankenhauses, des Herzzentrums und des Medizinischen Versorgungszentrums Leipzig von der Rhön-Klinikum AG, nachdem sie zwei ihrer Kliniken in der Leipziger Region (in Borna und Zwenkau) veräußert hatten. Helios nahm eine Umbenennung von Park-Krankenhaus in Park-Klinikum vor.

## Struktur

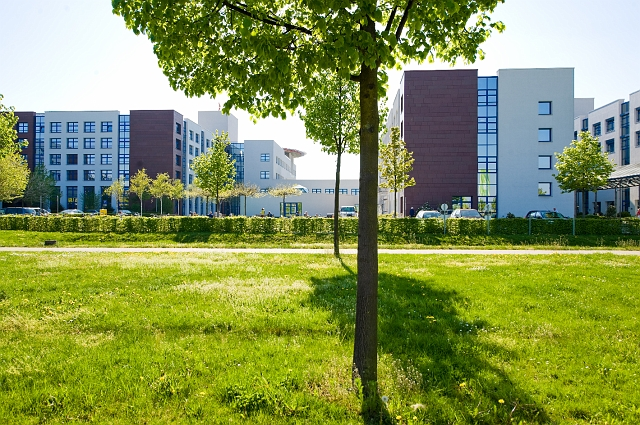
Somatische Kliniken

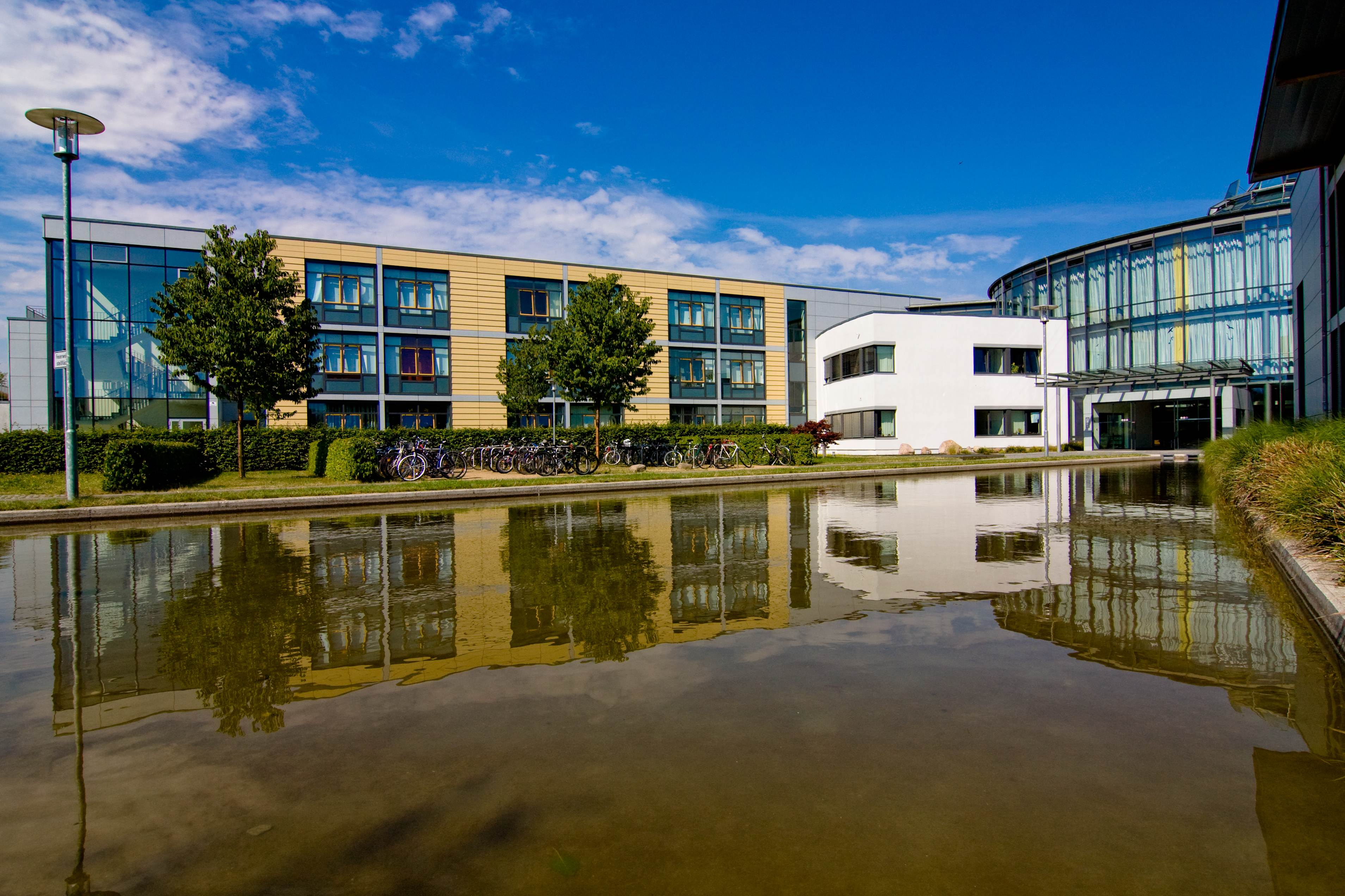
Psychiatrische Kliniken

Die somatischen Kliniken sind baulich mit dem Herzzentrum Leipzig (ebenfalls eine ehem. Rhön-Klinik) verbunden. Es gibt die Fachabteilungen:
- Klinik für Allgemein-, Viszeral-, Thorax und Gefäßchirurgie (mit zertifiziertem Viszeralonkologischen Zentrum inkl. zertifiziertem Darmzentrum, Pankreaszentrum und Leberzentrum)
- Klinik für Anästhesiologie und Intensivmedizin
- Klinik für Innere Medizin I: Angiologie, Kardiologie
- Klinik für Innere Medizin II: Gastroenterologie, Hepatologie, Hämatologie, Onkologie und Palliativmedizin
- Klinik für Innere Medizin III: Pneumologie
- Klinik für Innere Medizin IV: Geriatrie
- Orthopädisch-Traumatologisches Zentrum mit den Kliniken für Orthopädie, Endoprothetik, Wirbelsäulenchirurgie und Unfallchirurgie
- Klinik für Interventionelle Radiologie

In unmittelbarer Nähe befinden sich die psychiatrischen Kliniken mit den Fachabteilungen:
- Klinik für Kinder- und Jugendpsychiatrie, Psychosomatik und Psychotherapie
- Klinik für Psychiatrie, Psychosomatik und Psychotherapie
- Soteria Klinik für Suchterkrankungen

2012 wurde die Soteria Klinik, bis dahin selbständige Fachklinik für Suchterkrankungen in Rhön-Trägerschaft, in das Park-Krankenhaus eingegliedert.
Mit 626 voll-, 98 teilstationären Betten, 154 Rehabilitationsplätzen und 30 Plätzen für Adaption und betreutes Wohnen ist das Park-Klinikum das größte Krankenhaus der Regelversorgung in Sachsen sowie Akademisches Lehrkrankenhaus der Universität Leipzig.
Ärztlicher Direktor ist derzeit Ulrich Halm.
Außerdem befindet sich das Medizinische Versorgungszentrum Leipzig (mit zwei in der Stadt verteilten Außenstellen), ebenfalls eine ehemalige Einrichtung der Rhön Klinikum AG, in unmittelbarer Nähe.